# Jumel

Jumel este o comună în departamentul Somme, Franța. În 1 ianuarie 2022 avea o populație de 531 de locuitori.